# Амрели
Амрели (англ. Amreli, гудж. અમરેલી) — город в индийском штате Гуджарат, административный центр округа Амрели. Средняя высота над уровнем моря — 127 метров. По данным всеиндийской переписи 2001 года, в городе проживало 90 243 человека, из которых мужчины составляли 46 772 человека и женщины — 43 471. Численность детей в возрасте 6 лет и младше составляла 9275 человек. Религиозный состав: индуисты и мусульмане. Официальные языки: гуджарати и английский.